# Mary Tourtel
Mary Tourtel, född Caldwell 28 januari 1874 i Canterbury i Storbritannien, död 15 mars 1948 i Canterbury, var en brittisk barnboksillustratör och serieskapare.
Mary Tourtels far var glaskonstnär och bildhuggare. Hon utbildade sig för Thomas Sidney Cooper på Sidney Cooper School of Art i Canterbury. Hon skapade serien Olle Brum, på originalspråk Rupert Bear. Dagstidningen Daily Express var på jakt efter en tecknad serie, som skulle kunna möta konkurrensen från Daily Mail's serie Teddy Tail och Daily Mirrors Pip, Squeak and Wilfred. Rupert Bear kom första gången i tryck 8 november 1920. Den är Storbritanniens längst publicerade serie för barn. Hon tecknade serien, som också publiceradesi Sverige, bland annat i Dagens Nyheter 1947-62,  till 1935.
Hon var i övrigt känd särskilt för illustrationer av djur.
Mary Tourtel var gift med redaktören vid Daily Express Herbert Tourtel. En av hennes hobbier var att flyga flygplan.